# Cypa terranea
Cypa terranea là một loài bướm đêm thuộc họ Sphingidae. Loài này có ở Sundaland.